# Долматов, Владимир Иванович
Владимир Иванович Долматов (7 июля 1888, Кремёнки, Ставропольский уезд, Самарская губерния, Российская империя — ?) — участник Первой мировой и Гражданской войны. Полный Георгиевский кавалер, Российская императорская армия, подполковник.

## Биография
Родился 7 июля 1888 года в с. Кремёнки (Ставропольского уезда Самарской губернии) (ныне Старомайнского района Ульяновской области) в семье крестьянина. В 1910 году призван на срочную службу в 190-й Очаковский пехотный полк 48-й пехотной дивизии. Окончил полковую школу, там был обучен грамоте и счёту. Остался на сверхсрочную службу. Женился. К 1914 году дослужился до подпрапорщика. 
В боях Первой мировой войны разведчик Долматов проявил отвагу и мужество. Награждён Георгиевскими крестами всех четырёх степеней. 

## Георгиевский кавалер
За бои в октябре — ноябре 1914 года получил все четыре степени Георгиевского креста. Отличился в бою 14 октября 1914 г. В бою при деревне Стржельбицы во время ожесточенной атаки противника проявил мужество и героизм, за что был награждён Георгиевским крестом 4-й степени. Во время боя 21 октября у той же деревни, под сильнейшим огнем противника, будучи посланным на разведку добыл важную информацию о противнике, чем содействовал общему успеху атаки. За что был награждён Георгиевским крестом 3-й степени. Будучи посланным в разведку в ночь на 23 октября 1914 года, выказывая пример мужества и храбрости уничтожил неприятельский пост и доставил весьма важные сведения о расположении противника. Награждён Георгиевским крестом 2-й степени. Во время боя 9—12 ноября 1914 г. у дер. Дара, будучи старшим команды разведчиков, умело управляя подчинёнными, проник в расположении противника, уничтожив при этом два неприятельских караула, за что награждён Георгиевским крестом 1-й степени.

## Белое движение
Во время Гражданской войны участвовал в Белом движении. За отличия в делах с неприятелем в составе 9-го Ставропольского стрелкового полка Народной армии произведен в подполковники со старшинством (приказ по Сибирской армии Верховного главнокомандующего адмирала Александра Колчака от 31 марта 1919 года). Дальнейшая судьба неизвестна.

## Память
- 1 августа 2016 года в селе Кремёнки, Ульяновской области, на родине героя, открыт бюст участника Великой войны (1914—1918)[3][4]

- Открывают памятник глава администрации муниципального образования «Прибрежненское сельское поселение» Юрий Мощенко, руководитель межрегиональных Российских и международных программ РО ММФ ЮНЕСКО в Поволжье «100-летие Первой Мировой войны, памяти солдат и офицеров Русской императорской армии» Дмитрий Борисов и Виталий Ворохобин, родственник Владимира Ивановича Долматова.
- Табличка на памятнике В. Долматову.